# Cottus tenuis
Cottus tenuis är en fiskart som först beskrevs av Barton Warren Evermann och Seth Eugene Meek, 1898.  Cottus tenuis ingår i släktet Cottus och familjen simpor. IUCN kategoriserar arten globalt som otillräckligt studerad. Inga underarter finns listade i Catalogue of Life.